# Vicko Antić
Vicko Antić, hrvaški general, * 2. oktober 1912, † 19. marec 1999.
Med špansko državljansko vojno je bil narednik v 129. mednarodni brigadi.
Leta 1941 je vstopil v NOVJ. Postal je poveljnik Psunjskega odreda, 12. slavonske brigade, 28. in 13. partizanske divizije ter 1. divizije KNOJ. 
Po vojni je končal šolanje na sovjetski Vojaški akademiji Frunze in na Operativni šoli Višje vojaške akademije JLA ter postal poveljnik Poveljstva tankovskih in motoriziranih enot JLA in namestnik poveljnika za zaledje JVL in ZO.